# Генрик Миколай Гурецький
Генрик Миколай Ґуре́цький (або Ґурецкі, пол. Henryk Mikołaj Górecki, 6 грудня 1933, с. Черниця, Сілезьке воєводство — 12 листопада 2010, Катовиці) — польський композитор і викладач.

## Життєпис
Студіював композицію у Б. Шабельського в Державній вищій музичній школі в Катовицях. 
У 1960 р. здобув І премію на Конкурсі молодих композиторів Спілки композиторів Польщі.
Твори Ґурецького неодноразово нагороджувалися на польських і міжнародних конкурсах, серед них: І премія за Симфонію (1969) на паризькому Бієнале Молодих, першість за Ad Matrem на Міжнародній Трибуні Композиторів ЮНЕСКО, псалом Beatur vir був представлений на спеціальному концерті у Кракові з нагоди візиту Папи Йоанна Павла ІІ до Польщі (1979).
Лауреат:
- Державної стипендії ІІ ступеня,
- Премій Міністра культури і мистецтв (1965, 1969, 1973),
- Премії Спілки польських композиторів (1970),
- Премії Міністра закордонних справ Республіки Польща (1992).

Нагороджений:
- Командорським Хрестом (1994) і Командорським Хрестом із Зіркою (2003) Ордена Відродження Польщі,
- Орденом Св. Григорія Великого (2009),
- Білого Орла (2010).

## Твори
- op. 1 Cztery preludia для фортепіано (1955)
- op. 2 Toccata для доух фортепіано (1955)
- op. 3 Trzy pieśni (1956)
- op. 4 Wariacje для скрипки і фортепіано (1956)
- op. 5 Quartettino для двох флейт, гобоя та скрипки (1956)
- op. 6 I Sonata для фортепіано (1956/1984/1990)
- op. 7 Pieśni o radości i rytmie для двох фортепіано та камерного оркестру (1956)
- op. 8 Sonatina w jednej części для скрипки та фортепіано (1956)
- op. 9 Pięć małych preludiów для фортепіано (1956)
- op. 10 Sonata для двох скрипок (1957)
- op. 11 Koncert для п'яти інструментів та струнного квартету (1957)
- op. 12 Epitafium для змішаного хору і камерного ансамблю (1958)
- op. 13 Pięć utworów для двох фортепіано (1959)
- op. 14 I Symfonia «1959» для струнного оркестру та перкусії
- op. 15 Trzy diagramy для флейти соло (1959)
- op. 16 Monologhi для сопрано, двох арф та перкусії (1960)
- op. 17 Scontri для оркестру (1960)
- op. 18 Diagram IV для флейти соло
- op. 19 Genesis — цикл з трьох творів для різних інструментальних ансамблів:
- I — Elementi per tre archi для струнного тріо (1962)
- II — Canti strumentali per 15 esecutori (1962)
- III — Monodram per soprano, metalli di percussione e sei violbassi для сопрано, перкусії та шести контрабасів (1963)
- (b.op.) Trzy utwory w dawnym stylu для струнного оркестру (1963)
- op. 20 Choros I для струнного оркестру (1964)
- op. 21 Refren для оркестру (1965)
- op. 22 Muzyczka I для двох скрипок та гітари (1967)
- op. 23 Muzyczka II для чотирьох труб, чотирьох тромбонів, двох фортепіано та перкусії (1967)
- op. 24 Muzyka Staropolska для оркестру (1969)
- op. 25 Muzyczka III для трьох альтів (1967)
- op. 26 Cantata для органа соло (1968)
- op. 27 Canticum graduum для оркестру (1969)
- op. 28 Muzyczka IV «Koncert puzonowy» для кларнета, тромбона, віолончелі та фортепіано (1970)
- op. 29 Ad Matrem для сопрано, змішаного хору та оркестру (1971)
- op. 30 Dwie pieśni sakralne для баритона та оркестру (1971); op. 30b — для баритона та фортепіано
- op. 31 II Symfonia «Kopernikowska» для сопрано, баритона, змішаного хору та оркестру (1972)
- op. 32 Euntes ibant et flebant для змішаного хору a cappella (1972)
- op. 33 Dwie piosenki на вірші Ю.Тувима для чотирьох голосів (1972)
- op. 34 Trzy tańce для оркестру (1973)
- op. 35 Amen для змішаного хора (1975)
- op. 36 Третя симфонія «Симфонія жалісних пісень» («Symfonia pieśni żałosnych») для сопрано та симфонічного оркестру (1976)
- op. 37 Trzy małe utworki для скрипки та фортепіано (1977)
- op. 38 Beatus Vir для баритона, змішаного хору та оркестру, присвята папі Іоану Павлу II (1979)
- op. 39 Szeroka woda, 5 пісень для змішаного хору a cappella (1979)
- op. 40 Koncert для клавесина (або фортепіано) та струнного оркестру (1980)
- op. 41 Mazurki для фортепіано (1980)
- op. 42 Dwie pieśni на слова Ф.Гарсіа Лорки для голосу та фортепіано (1956/1980)
- op. 43 Błogosławione pieśni malinowe на слова Ц. К. Норвида для голосу та фортепіано (1980)
- op. 44 Miserere для великого змішаного хору a cappella (1981)
- op. 45 Wieczór ciemny się uniża, 5 народних пісень для змішаного хору a cappella (1981)
- op. 46 Wisło moja, Wisło szara, народні пісні для змішаного хору a cappella (1981)
- op. 47 Kołysanki i tańce для скрипки та фортепіано (1982)
- op. 48 Śpiewy do słów J. Słowackiego для голосу та фортепіано (1983)
- op. 49 Trzy kołysanki для змішаного хору a cappella (1984/1991)
- op. 50 Ach, mój wianku lewandowy, 7 пісень для змішаного хору a cappella (1984)
- op. 51 Idzie chmura, pada deszcz, 5 народних пісень для змішаного хору a cappella (1984)
- op. 52 Utwory różne для фортепіано (1956—1961/1990)
- op. 53 Recitativa i ariosa «Lerchenmusik» для кларнета, віолончелі та фортепіано (1984/1985/1986)
- op. 54 Pieśni Maryjne, 5 пісень для змішаного хору a cappella (1985, викон. 13.11.2005)
- op. 55 O Domina nostra. Medytacje o Jasnogórskiej Pani Naszej для сопрано та органа (1985)
- op. 56 Pod Twoją obronę для 8 голосів змішаного хору a cappella (1985)
- op. 57 Na Anioł Pański biją dzwony для змішаного хору a cappella на слова К. Тетмайера (1986)
- (b.op.) Pieśni kościelne, 21 пісня для змішаного хору a cappella (1986)
- op. 58 Dla Ciebie, Anne-Lill для флейти та фортепіано (1986/1990)
- op. 59 Aria «scena operowa» для туби, фортепіано, тамтаму та великого барабану (1987)
- op. 60 Totus Tuus для змішаного хору a cappella (1987)
- op. 61 Przybądź Duchu Święty для змішаного хору a cappella (1988)
- op. 62 Już się zmierzcha, muzyka na kwartet smyczkowy (1988)
- op. 63 Good Night для сопрано, альт-флейти, фортепіано та 3 тамтамів (1990)
- (b.op.) Intermezzo для фортепіано (1990)
- op. 64 Quasi una fantasia (II струнний квартет) (1990—1991)
- op. 65 Concerto-cantata для флейти та оркестру (1992)
- op. 66 Kleines Requiem für eine Polka для камерного ансамблю (1993)
- op. 67 III струнний квартет …pieśni śpiewają (1993—1995/2005, викон. 15.10.2005, Кронос-квартет)
- op. 68 Trzy pieśni do słów Marii Konopnickiej для голосу та фортепіано (1954—1955/1995)
- op. 69 Trzy fragmenty do słów Stanisława Wyspiańskiego для голосу та фортепіано (1996)
- op. 70 Valentine Piece для флейти та дзвіночка (1996)
- op. 71 Кларнетний квінтет, для кларнета та струнного квартету (1996)
- op. 72 Salve, Sidus Polonorum для великого змішаного хору, органу, двох фортепіано та перкусії (1997)
- op. 73 Mała fantazja для скрипки та фортепіано (1997)
- op. 75 Hej, z góry, z góry! kóniku bury, 5 народних пісень для хору a capella або для голосу та фортепіано (2003)
- op. 76 Lobgesang для змішаного хору та дзвіночків (2000)
- op. 78 Quasi una fantasia, версія для великого струнного оркестру op.64 (2002)
- op. 79 Dla Jasiunia, три п'єси для скрипки та фортепіано (2003)
- op. 80 Po co żeś tu przyszło Siwa Mgło, для двох скрипкових груп (2003)
- op. 81 Pieśń Rodzin Katyńskich для змішаного хору a cappella (2004, исп. 13.11.2005)
- op. 83 Kyrie для хору та камерного оркестру (2004—2005)
- op. 85 Четверта симфонія «Епізоди Тансмана» для фортепіано, органу та симфонічного оркестру (2006)